# Loxofidonia obfuscata
Loxofidonia obfuscata är en fjärilsart som beskrevs av W. Warren 1893. Loxofidonia obfuscata ingår i släktet Loxofidonia och familjen mätare. Inga underarter finns listade i Catalogue of Life.